# Sean Hannity

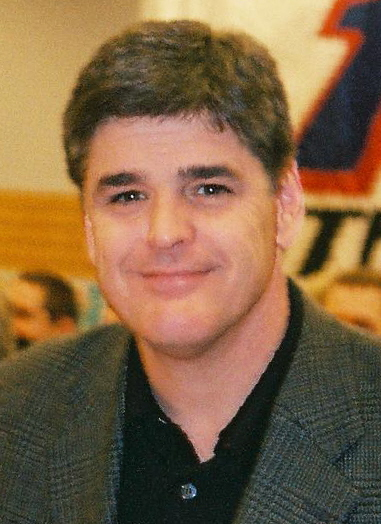
Sean Hannity

Sean Hannity (ur. 30 grudnia 1961) – amerykański konserwatywny komentator polityczny. Znany przede wszystkim jako współprowadzący program telewizyjny Hannity & Colmes na stacji telewizyjnej Fox News Channel. Prowadzi również program radiowy The Sean Hannity Show na antenie ABC Radio/Citadel Media, który jest drugim pod względem liczby słuchaczy programem radiowym w Stanach Zjednoczonych.
Hannity jest również autorem trzech książek: Let Freedom Ring: Winning the War of Liberty Against Liberalism, Deliver Us From Evil: Defeating Terrorism, Despotism, and Liberalism oraz Conservative Victory: Defeating Obama's Radical Agenda które znalazły się na liście bestsellerów gazety The New York Times.